# Archiargiolestes
Archiargiolestes – rodzaj ważek z podrzędu równoskrzydłych i rodziny Argiolestidae.

## Opis
Małe ważki o ciemnych, metalicznych głowie, tułowiu i odwłoku. Komórka dyskoidalna skrzydeł ma kostalną i dystalną krawędź zbliżonej długości. Komórki analne są kwadratowe lub dłuższe niż szersze. Samce mają przysadki odwłokowe z wewnętrzną stroną nasady spłaszczoną i opatrzoną włoskami. Genitalna ligula wyposażona w małe kolce na polu końcowym.
Larwy mają długie, kolczaste, liściowate, ścięte na wierzchołku i zwieńczone stylusem skrzelotchawki rektalne. Ich głowa ma zaokrąglone płaty zaoczne i trójzębne głaszczki.

## Rozprzestrzenienie
Wszyscy znani przedstawiciele są endemitami południowo-zachodniego krańca Australii.

## Systematyka
Do rodzaju należą następujące gatunki:
- Archiargiolestes parvulus
- Archiargiolestes pusillus
- Archiargiolestes pusillissimus